# 무스카린 수용체 M3
콜린성/아세틸콜린 수용체 M3로도 알려져 있는 무스카린성아세틸콜린 수용체는 CHRM3에 암호화되어있다.
M3 무스카린성수용체는 신체 안의 여러 부위에 위치하고 있다. 예를 들어 평활근, 내분비샘, 외분비샘, 폐, 이자, 그리고 뇌에 분포해 있다. 중추신경계에서 구토를 유발시키는 데에 이들이 관여하며, 무스카린성M 수용체는 또한 시상하부나 뇌줄기의 등쪽 미주신경 복합체와 같은 인슐린 항상성을 조절하는 뇌의 특정 영역에서 발현되어 있다. 이러한 수용체들은 이자 베타세포에 주로 발현되어 있고, 인슐린 분비에 의해 조절되는 혈당 항상성의 조절 중추이다. 일반적으로, 이 수용체는 평활근의 수축과 샘분비를 유발한다.
이 수용체들은 PTX(Pertussis toxin)나 CTX(Cholera toxin)에 반응하지 않는다.

## 메커니즘
M1 무스카린성 수용체와 같이 M3 수용체는 Gq 단백질과 짝을 이루고 있다. Gq 단백질은 인지질분해효소 C를 활성화(upregulate)시키고, 그 결과 신호전달경로로써 IP3와 세포 내 칼슘농도가 변하게 된다. 척추동물에서 칼슘은 단백질인산화효소 C(PKC)의 활성과 그 기능에 관여하고 있다.

## 영향

### 평활근
M3 수용체는 Gq 단백질과 협업하며 세포 내 칼슘 농도를 증가시키기 때문에 대개는 기관지수축(bronchoconstriction)같은 평활근의 수축을 야기한다. 그러나 혈관구조와 관련하여 혈관의 내피세포에 발현된 M3의 활성은 산화질소(nitric oxide)의 합성이 증가되는 것을 야기한다. 합성된 산화질소는 인접한 혈관의 평활근 세포로 확산되고, 이는 혈관확장과 이완을 유발시키는데 이로써 혈관 긴장(vascular tone)과 세기관지 긴장(bronchiolar tone)에 대한 부교감신경흥분작용(parasympathomimetic)의 모순적인 설명이 가능해진다.
실제로 혈관 평활근 세포에 존재하는 M3 수용체의 직접적인 자극은 혈관 내피세포에 문제가 있는 질병에서 혈관수축(vasoconstriction)을 매개하고 있다.

### 당뇨병
무스카린성M3 수용체는 이자로부터 인슐린의 분비를 조절하며 2형 당뇨병의 매커니즘을 이해하는 데 중요한 타겟이다.
정신분열병(schizophrenia)이나 양극성 장애(bipolar disorder)를 치료하기 위해 처방하는 항정신병약(antipsychotic drugs)들은 당뇨병 부작용의 높은 위험을 가지고 있다. 이러한 약물들은 잠재적으로 무스카린성M3 수용체에 붙거나 이들의 기능을 차단하는데, 이는 당뇨병보다 앞서서 인슐린의 조절곤란(dysregulation)이 나타날 수 있다.

## 그외
M3 수용체는 내분비와 외분비에 관련된 많은 분비샘에 존재하고 있다. 그리고 침샘과 여러 다른 분비샘의 분비작용조절을 돕는다.

## 작용물질
2009년까지 매우 특이적인(highly selective) M3 작용물질은 아직까지 이용가능한 것이 없다. 그러나, M3에 작용하는 비특이적인(non-selective) 작용물질들은 많다.
- 아세틸콜린
- 베타네콜(bethanechol)
- 카바콜(carbachol)
- L-689,660 (M1과 M3 모두에 작용)
- 옥소트레모린(oxotremorine)
- 필로카핀(pilocarpine, 안구에 작용)

## 저해제
- 아트로핀(atropine)
- 하이오사이아민
- 브롬화 아클리디늄(aclidinium bromide)
- 4-DAMP
- 다리페나신(darifenacin)
- DAU-5884
- 디사이클로베린(dicycloverine)
- HL-031,120
- 이프라트로피움(ipratropium)
- J-104,129
- 옥시부티닌(oxybutynin)
- 티오트로피움(tiotropium)
- 톨테로딘(tolterodine)
- 자미페나신(zamifenacin)

## 상호작용
무스카린성 아세틸콜린 수용체 M3는 Gq 단백질과 먼저 짝을 이루는 것으로 보여진다. 다염기성(polybasic)의 수용체 C 말단 꼬리부분이 짝을 이루는 데 필수적이다. 이는 또한 Arf6와 ARF1의 상호작용으로도 나타난다.

## 같이 보기
- 무스카린성 아세틸콜린 수용체